# Marcello Zago
Marcello Zago (Villorba, 9 augustus 1932 - Rome, 1 maart 2001) was een Italiaans aartsbisschop van de Rooms-Katholieke Kerk. Van 1983 tot 1986 was hij secretaris van de Pauselijke Raad voor de Interreligieuze Dialoog, van 1986 tot 1998 was hij algemeen-overste van de Oblaten van de Onbevlekte Maagd Maria, en van 1998 tot zijn overlijden in 2001 was hij secretaris van de Congregatie voor de Evangelisatie van de Volkeren. In 1998 werd hij benoemd tot titulair aartsbisschop van Roselle.

## Levensloop

### Vroege jaren
Zago werd geboren op 9 augustus 1932 in de Noord-Italiaanse stad Villorba, in het bisdom Treviso. Hij studeerde twee jaar aan het grootseminarie van zijn bisdom, waar hij de twee lagere wijdingen ontving. In 1955 trad hij vervolgens toe tot de rooms-katholieke congregatie Oblaten van de Onbevlekte Maagd Maria in Ripalimosani. Deze congregatie heeft als opdracht het uitvoeren van zendingsmissies buiten Europa. Hij werd op 13 september 1959 priester gewijd en ging op zendingsmissie naar Zuidoost-Azië en was van 1959 tot 1966 missionaris in Laos. In 1961 werd hij tevens benoemd tot overste voor nieuwe priesters die een jaar zendingswerk deden te Sriracha in Thailand. In 1966 ging hij studeren aan de internationale school van zijn congregatie in Rome. Hij studeerde onder andere over het boeddhisme en verwierf een doctoraat in missiologie van de Pauselijke Universiteit Gregoriana. Van 1971 tot 1974 gaf hij leiding aan het Centrum voor studie en dialoog met het boeddhisme in Laos. In deze capaciteit begeleidde hij in 1973 een boeddhistische delegatie op audiëntie bij paus Paulus VI in het Vaticaan. In 1974 nam hij deel aan de eerste bijeenkomst van de Federatie van Aziatische Bisschoppenconferenties in Taipei.

### Generaal-overste
Vanaf 1974 was hij docent aan het Instituut voor Missiologie aan Saint Paul University in Ottawa. Van 1974 tot 1981 was hij assistent generaal-overste van de Oblaten van de Onbevlekte Maagd Maria. Van 1981 tot 1983 was hij professor missiologie aan de Pauselijke Urbaniana Universiteit en de Pauselijke Lateraanse Universiteit in Rome. Van 1983 tot 1986 was hij secretaris van de Pauselijke Raad voor de Interreligieuze Dialoog.
Op 13 september 1986 werd hij gekozen tot generaal-overste van de Oblaten van de Onbevlekte Maagd Maria voor een termijn van zes jaar. Zes jaar later werd hij gekozen voor een tweede termijn. Als generaal-overste hielp Zago mee bij de voorbereidingen voor de Werelddag van Gebed en Vrede in Assisi op 27 oktober 1986. De Unie van Generaal-Oversten (Engels: Union of Superiors General) koos hem als hun vertegenwoordiger bij vier bijeenkomsten van de Bisschoppensynode. In 1994 werd hij door de paus uitgenodigd om deel te nemen aan de bijzondere synode voor Afrika en hij werd aangesteld als bijzonder secretaris voor de gewone synode in dat jaar.

### Aartsbisschop
Op 28 maart 1998 werd Zago benoemd tot secretaris van de Congregatie voor de Evangelisatie van de Volkeren. Paus Johannes Paulus II benoemde hem vervolgens tot titulair aartsbisschop van Roselle. Hij werd op 25 april 1998 bisschop gewijd door kardinaal Jozef Tomko, prefect van de Congregatie voor de Evangelisatie van de Volkeren, in de Sint-Pietersbasiliek in Rome.
In 1999 bracht Zago als pauselijk gezant een oproep voor vrede van paus Johannes Paulus II aan de president van Angola. In februari 2000 was hij pauselijk gezant als voorganger van de viering dat honderd jaar eerder in 1900 paus Leo XIII drie prefecturen oprichtte voor het Amazonegebied in Peru.

### Overlijden
Na twee jaar wisselend ziektebeeld overleed hij op 1 maart 2001 in zijn woning bij de Oblaten van de Onbevlekte Maagd Maria in Rome.